# 1601 год в литературе

## События
- Испанский драматург Тирсо де Молина стал монахом ордена Девы Марии Милосердной.
- Английский заговорщик Роберт Деверё, 2-й граф Эссекс и его единомышленники заказали представление пьесы Шекспира «Ричарда II» в театре «Глобус».
- Итальянский философ, теолог и писатель-утопист Томмазо Кампанелла в ходе судебного процесса подвергся пыткам, признан безумным и избежал смертной казни. Приговорён к пожизненному заключению и начинает писать «Город Солнца».
- Томас Мидлтон, английский драматург, начинает писать для театра.
- Британский сатирик и драматург Джон Марстон поставил на сцене первую часть своей пьесы «Антонио и Меллида».
- Английский поэт Джон Донн становится депутатом парламента.
- Умер отец Шекспира — Джон Шекспир (1530—1601).

## Книги, пьесы
- Сборник мадригалов «Триумфы Орианы» Томаса Морли.
- Карл Клузиус написал первую монографию о грибах, получившую позднее название «Кодекса Клузиуса» («Codex Clusianus»).
- Напечатана поэма Шекспира «Феникс и голубка».
- Напечатан трактат «Эпикурейская философия» Николаса Хилла.
- Напечатаны драмы «The Death of Robert Earl of Huntington» и «The Downfall of Robert Earl of Huntington» Энтони Мандея.
- Английский поэт Джон Уивер издал поэму «Зеркало Мучеников, или Жизнь и Смерть… сэра Джона Олдкасла».
- «Le traité de la sagesse» Пьера Шаррона.
- Французский драматург Антуан де Монкретьен издал сборник трагедий: «Лакедемонянки» (Les Lacènes), «Давид» (David), «Аман» (Aman), «Шотландка, или Мария Стюарт» (L’Ecossaise ou Marie Stuart) и ряд других.
- Итальянская поэтесса Изабелла Андреини издала «Rime», сборник из 359 стихотворений.
- Опубликован сборник «Rytmy abo wiersze polskie» («Ритмы, или Польские стихотворения») польского поэта Миколая Семп Шажинского.
- Пьеса «Двена́дцатая ночь, или Что уго́дно» Шекспира.

## Родились
- 8 января — Бальтасар Грасиан, испанский прозаик, философ и теоретик литературы, иезуит, крупнейший представитель литературы барокко (умер в 1658).
- 7 марта — Иоганн Михаэль Мошерош, немецкий сатирик (умер в 1669).
- 30 мая — Иоланта Цео, португальская поэтесса, драматург, прозванная «десятой музой Португалии» (умерла в 1693).
- 21 июня — Годфруа Геншен, бельгийский агиограф, историк, писатель (умер в 1681).
- 22 августа — Жорж де Скудери, французский писатель, драматург и поэт (умер в 1667).
- 31 августа — Ги Патен, французский писатель (умер в 1672).

## Без точной даты
- Пётр Богдан Бакшев, болгарский историк, писатель, переводчик (умер в 1674).
- Лодовико Ведриани, итальянский историк, автор сочинений по истории Модены (умер в 1670).
- Жак Гоар, французский учёный-эллинист, автор «Евхология» — классического труда по греческой литургике (умер в 1632).
- Миколай Кмицич, польский иезуит, один из лучших латинских поэтов XVII века (умер в 1672).
- Тристан Лермит, французский поэт, драматург и романист (умер в 1655).
- Саиб Тебризи, персидский поэт (умер в 1677).
- Антонио Энрикес Гомес, испанско-португальский поэт, драматург, прозаик Золотого века Испании.

## Умерли
- 11 января — Сципионе Аммирато, итальянский историк (родился в 1531)

## Без точной даты
- Валентин Видавский, духовный писатель (родился в 1537).
- Чезаре Капорали, итальянский поэт (родился в 1531).
- Томас Нэш, ведущий английский прозаик, публицист и драматург елизаветинской эпохи, один из предшественников литературы барокко (родился в 1567).
- Франсиско Санчес, испанский гуманист, филолог (родился в 1523).